# Slotsgade (Aalborg)
Slotsgade er en 300 meter lang gade i Aalborg's centrum. Gaden forbinder Slotspladsen-Nyhavnsgade med Nytorv og Bredegade.
Slotsgade er opført som tilkørselsvej til Aalborghus Slot, deraf navnet. Slotsgades oprindelige placering er uændret. Slotsgade var en betydende handelsgade i renæssancebyen, der oprindeligt var bebygget med 2-etages bindingsværkshuse, heriblandt flere købmandsgårde. 

## Vejens forløb
Den nordlige del af Slotsgade mellem Nytorv og Nyhavnsgde er åben for biltrafik, mens den sydlige del mellem Nytorv og Bredgade fungerer som gågade. 
Ved Slotsgade ligger butikkerne Imerco, Kop og Kande, Føtex, TDC butik, osv.